# Гасюк, Дмитрий Романович
Дмитрий Романович Гасюк (25 декабря 1930 — 27 января 1983, Москва) — советский кинооператор и режиссёр-документалист, народный артист РСФСР.

## Биография
Дмитрий Романович Гасюк родился 25 декабря 1930 года. В 1955 году окончил ВГИК. После этого работал на киностудии «Центрнаучфильм». 
С 1964 года как режиссёр-оператор ставил фильмы в содружестве с Б. В. Головней. Вместе они участвовали в создании фильма о испытании в 1961 году советской водородной бомбы «Кузькина мать».
Член КПСС с 1968 года.
Умер 27 января 1983 года в Москве, похоронен на Пятницком кладбище.

## Награды и премии
- Заслуженный деятель искусств РСФСР (8.04.1975).
- Народный артист РСФСР (8.09.1981).

## Фильмография

### Режиссёр
1. 1967 — Мексика, рождённая в веках
2. 1969 — Трудные старты Мехико
3. 1974 — Земля только одна
4. 1975 — Таиланд, сезон дождей
5. 1975 — Я — Севастополь[2]
6. 1978 — Ледовый архипелаг
7. 1978 — Владимир Шнейдеров
8. 1980 — О спорт, ты — радость!
9. 1980 — Звёзды советского спорта»
10. 1982 — Ленин и Сибирь

### Оператор
1. 1958 — Берген — Осло
2. 1958 — Атомный флагман (Ломоносовская премия)
3. 1959 — Автоматы в космосе (короткометражный)
4. 1960 — Пять колец над Римом
5. 1961 — Снова к звёздам (Ломоносовская премия)
6. 1962 — В 35-й раз через экватор
7. 1962 — Звёздные братья
8. 1963 — Добро пожаловать, Юрий Гагарин! (короткометражный)
9. 1963 — Звёздный путь
10. 1966 — Ока — Таруса
11. 1967 — Мексика, рождённая в веках
12. 1969 — Трудные старты Мехико